# Colline di Chittagong
Le Colline di Chittagong (in inglese Chittagong Hill Tracts; in bengalese পার্বত্য চট্টগ্রাম, traslitterato in Parbotto Choŧŧogram), sono una regione del Bangladesh sud-orientale, nella divisione di Chittagong. Fino al 1984, questa regione costituiva un distretto della divisione. Essa è stata poi divisa in 3 nuovi distretti: Khagrachari, Rangamati e Bandarban.
La superficie totale delle Colline di Chittagong è di 13.180 km², pari a circa il 10% di quella del Bangladesh. La regione confina con l'India a nord e il Myanmar a est. È costituita da numerose valli orientate in direzione nord-ovest/sud-est, con delle creste culminanti a 900 m. Ricoperta da foreste, questa regione montuosa contrasta con il resto del Bangladesh, pianeggiante e regolarmente soggetto a inondazioni durante i monsoni. La regione è ricca di risorse naturali: frutta, legname, bambù, ma anche gas naturale. Negli ultimi anni, vi sono state condotte anche esplorazioni petrolifere.
Le Colline di Chittagong furono teatro di una rivolta durata più di 20 anni che terminò con la firma, il 2 dicembre 1997, di un accordo di pace, il trattato delle Colline di Chittagong.

## Popolazione
La popolazione delle Colline di Chittagong viene stimata tra un milione e un milione e mezzo di abitanti. Circa il 50% è costituito da gruppi autoctoni classificati come «tribali». Il 45% sono Bengalesi musulmani alloctoni insediatisi nella regione dopo la creazione del Bangladesh nel 1971.
In precedenza, la popolazione della regione era quasi interamente costituita da rappresentanti di 13 gruppi ufficialmente riconosciuti. Ora, invece, i gruppi riconosciuti sono:
- Bawm;
- Chak;
- Chakma;
- Khumi;
- Khyang;
- Lusai;
- Marma;
- Mru;
- Pankhu;
- Tenchungya;
- Tripura.

Questi gruppi vengono rappresentati nel Chittagong Hill Tracts Regional Council, la cui creazione è stata prevista dall'accordo del 2 dicembre 1997 firmato tra il governo bengalese e la PCSJJ, che rappresenta le popolazioni autoctone della regione.
Questi gruppi parlano lingue tibeto-birmane, fatta eccezione per i Chakma, di lingua indoeuropea, e i Chak, la cui lingua non viene classificata in nessun gruppo.
Queste popolazioni sono prevalentemente buddiste, altre induiste.
Queste popolazioni autoctone vengono indicate collettivamente come «Jumma».

## Storia

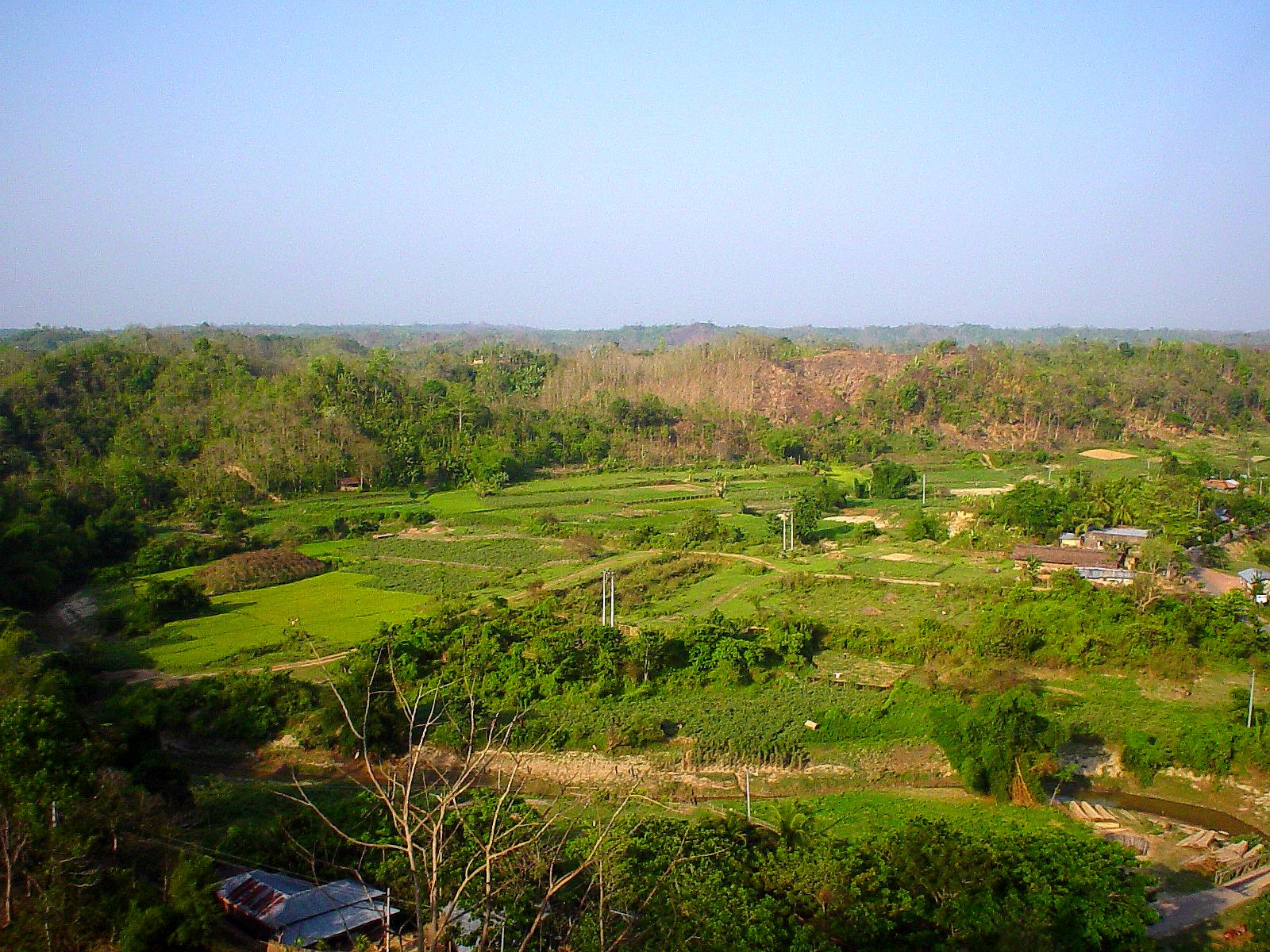
Bandarban.

La regione venne annessa nel 1860 dai Britannici, che ne fecero un distretto amministrativo del Bengala. Attualmente costituisce una regione semi-autonoma.
Sotto il Raj britannico, le Colline di Chittagong ricevettero uno statuto speciale con una forma di autonomia limitata. Agli stranieri era vietato insediarsi nella regione.
Con l'indipendenza del Pakistan nel 1947, la regione perse tale statuto speciale per un emendamento della costituzione nel 1963. La ricerca di nuove terre coltivabili attirò popolazioni provenienti da altre regioni, processo incoraggiato dal governo pakistano.
Durante l'insurrezione guidata da Sheikh Mujibur Rahman, che porterà all'indipendenza del Bangladesh nel 1971, alcuni dirigenti locali presero le parti del Pakistan. Altri si lamentarono di essere stati esclusi dalla guerra d'indipendenza. Ciò dette l'impressione che le popolazioni autoctone fossero ostili all'indipendenza del Bangladesh.

## Il conflitto

### Le origini
Si ritiene che i problemi nelle Colline di Chittagong siano iniziati con la costruzione dello sbarramento di Kaptai tra il 1957 e il 1963, quando la regione era ancora territorio pakistano. Quasi 25.000 ettari di terre coltivabili, appartenenti essenzialmente ai Chakma, furono inondati per tale progetto idroelettrico e 100.000 persone persero le loro abitazioni. 40.000 Chakma si rifugiarono in India.
In questo periodo, il governo pakistano annunciò un progetto di apertura della regione allo sviluppo economico, incoraggiando famiglie bengalesi povere a stabilirvisi. Il governo del Bangladesh indipendente riprese tale politica con ancora maggior vigore. La questione delle terre e il timore di una assimilazione culturale crearono delle tensioni.
Nel 1972, una delegazione delle popolazioni autoctone incontrò il primo ministro, Sheikh Mujibur Rahman, presentando 4 rivendicazioni:
- l'autonomia delle Colline di Chittagong;
- il ritorno alla legislazione del 1900 sotto il governatorato locale;
- il mantenimento del ruolo dei capi tradizionali;
- l'interdizione dell'insediamento di popolazioni straniere nella regione.

Tali richieste vennero respinte. Nel 1972, venne creata la Parbattya Chattagram Jana Samhati Samiti o PCJSS («associazione di solidarietà popolare delle Colline di Chittagong») e il suo braccio armato, la Shanti Bahini. Intorno alla metà degli anni '70, questa iniziò ad attaccare le forze militari e paramilitari insediate sulle Colline di Chittagong e i coloni bengalesi, provocando centinaia di morti. Alcuni cittadini stranieri furono rapiti per chiederne il riscatto.
Per rappresaglia, nel 1980 vennero condotte violente operazioni militari. Decine di abitanti dei villaggi furono massacrati. Alcuni coloni bengalesi attaccarono a loro volta le popolazioni autoctone, probabilmente su istigazione dell'esercito, formando dei gruppi armati battezzati Village Defence Parties. Secondo i dati ufficiali, durante questo conflitto ventennale morirono più di 8500 persone, tra cui 2500 civili.

### I negoziati
Il governo del Bangladesh avviò il dialogo con diversi gruppi rappresentanti le popolazioni autoctone.
Uno di questi accordi fu quello stretto nel 1985 tra il governo del generale Ershad e una fazione della PCJSS, ma respinto dalla maggioranza della PCJSS.
Nel 1992, il primo ministro, Khaleda Zia, e il governo indiano firmarono una dichiarazione congiunta sul rimpatrio dei rifugiati. La PCJSS annunciò un cessate il fuoco unilaterale.
Nel 1996 il nuovo primo ministro, Sheikh Hasina, creò la National Committee on Chittagong Hill Tracts per cercare una soluzione al conflitto, incontrando delegati della PCJSS. Un accordo di pace venne finalmente siglato il 2 dicembre 1997.